# Noordpoort (Brielle)
De Noordpoort was de stadspoort waardoor op 1 april 1572 de watergeuzen Brielle binnendrongen. De fundamenten van de poort, die in 1619 is afgebroken, zijn nog te bekijken. Andere stadspoorten van de vesting, zoals de Langepoort, zijn nog wel intact.

## Afbeeldingen

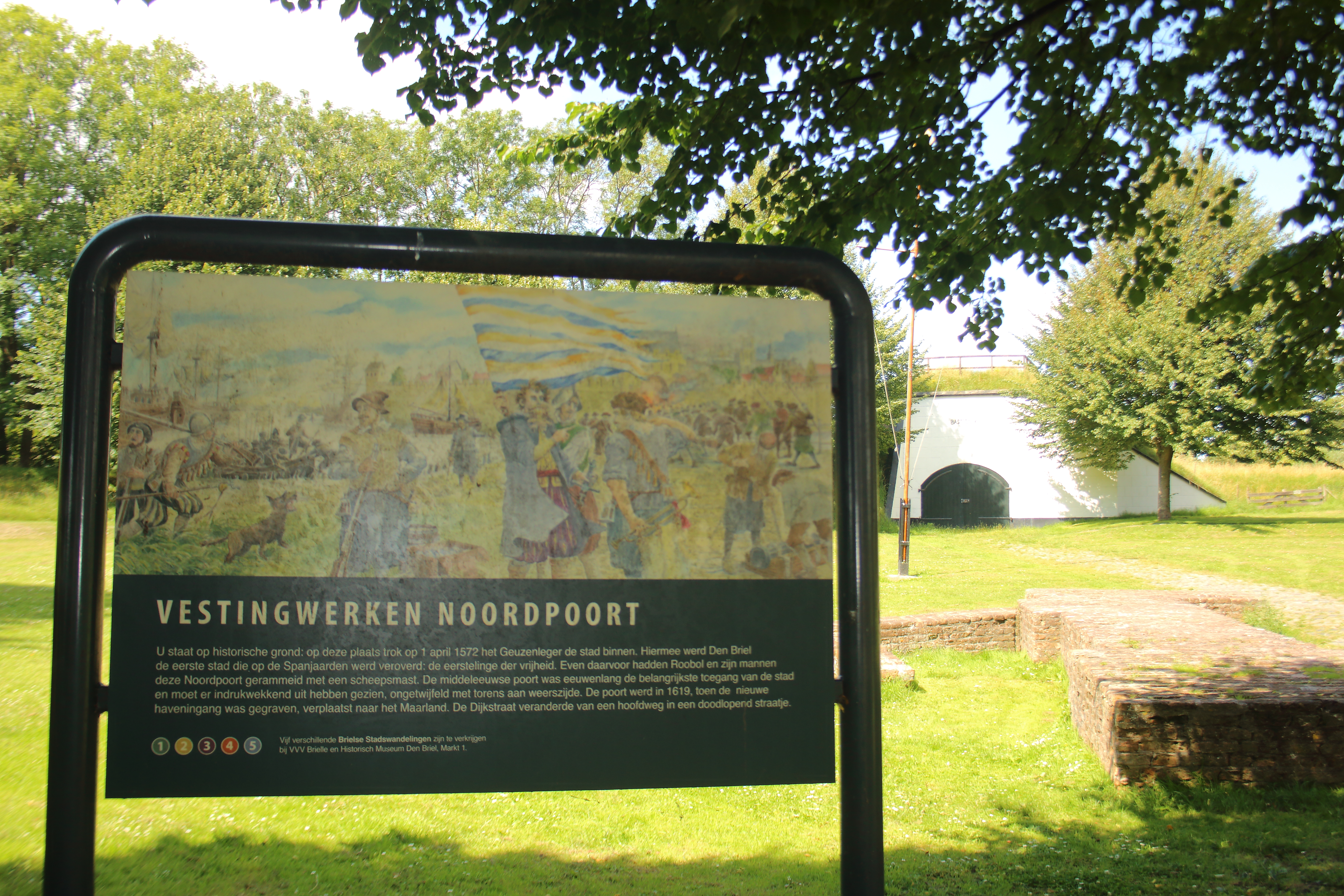
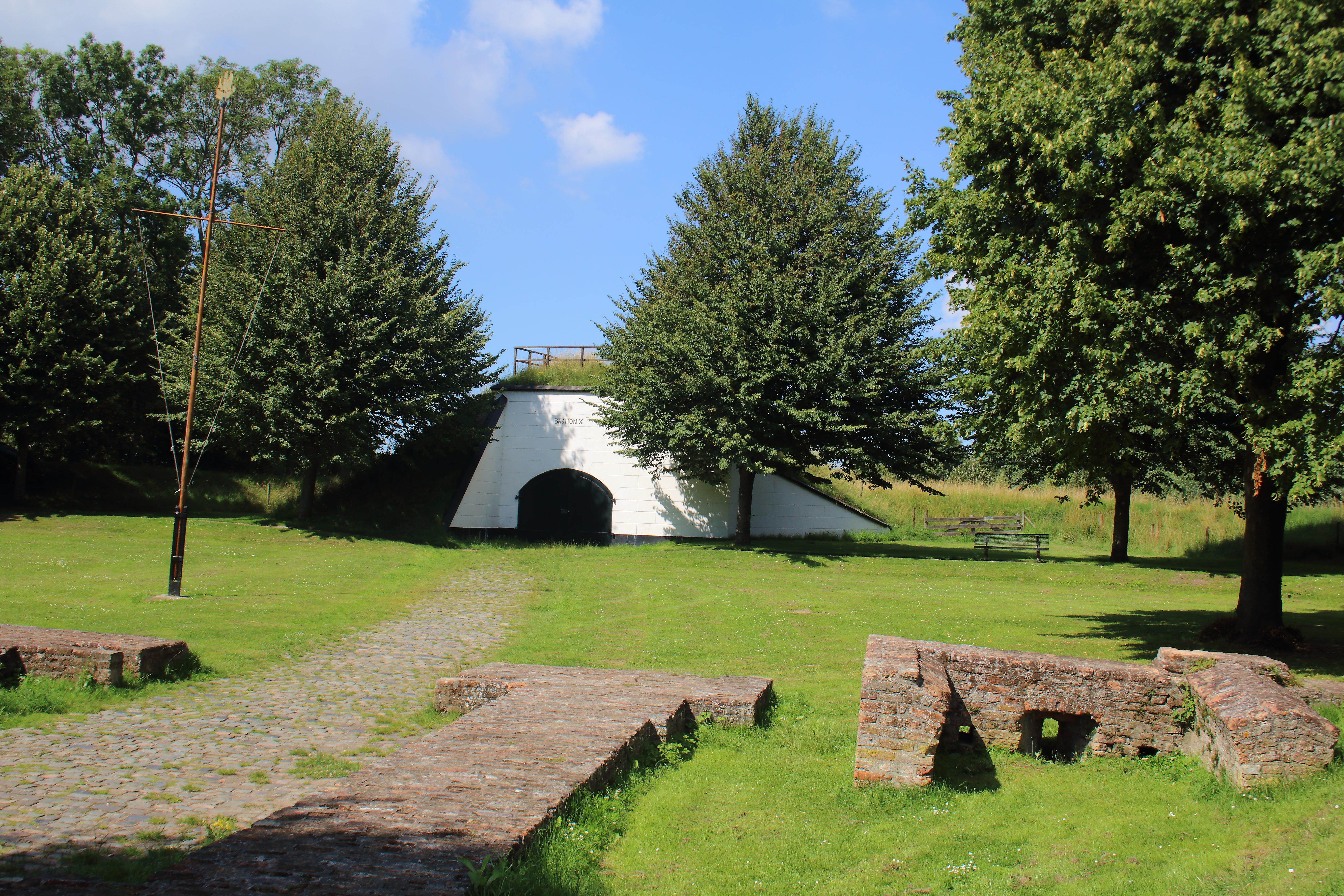
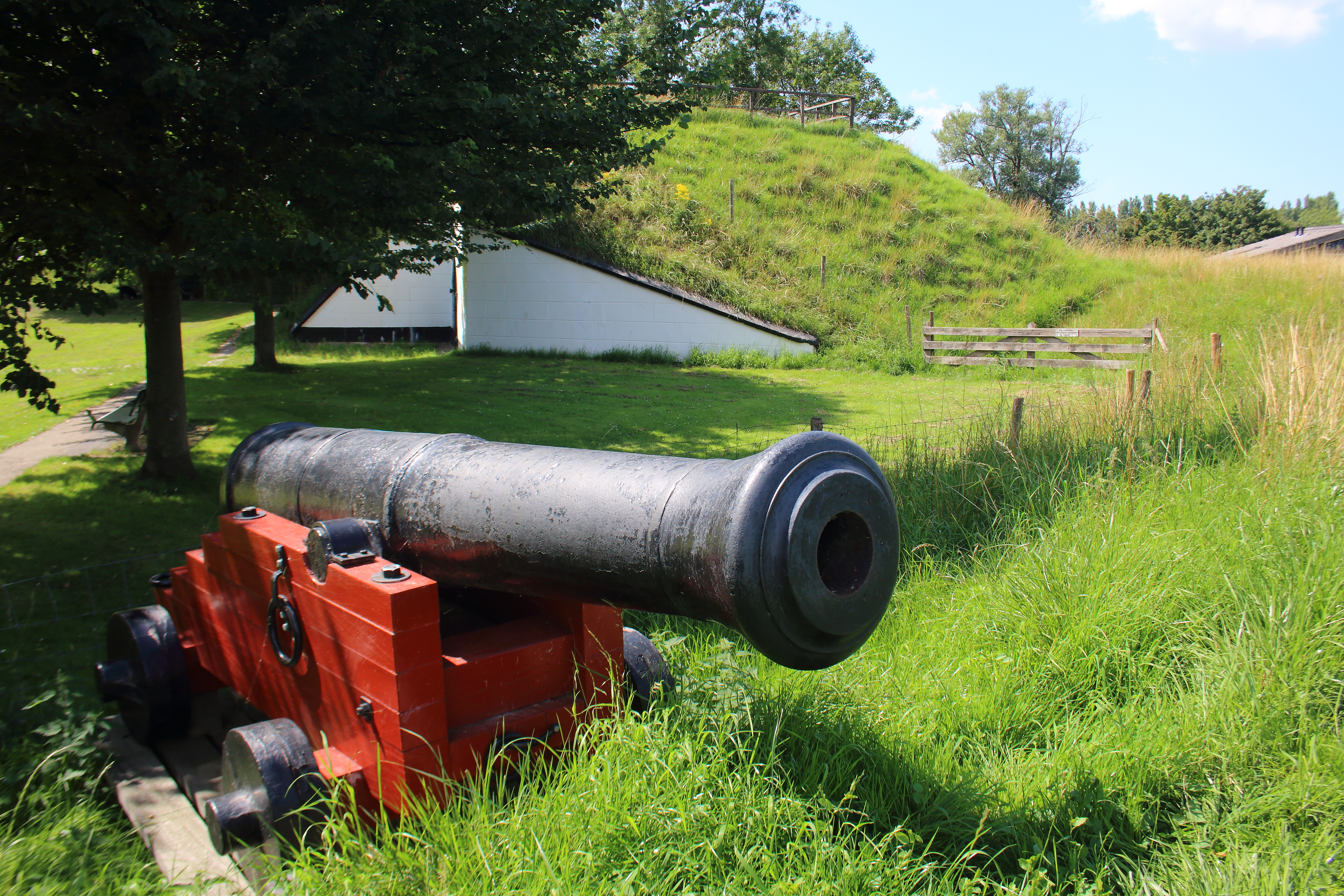
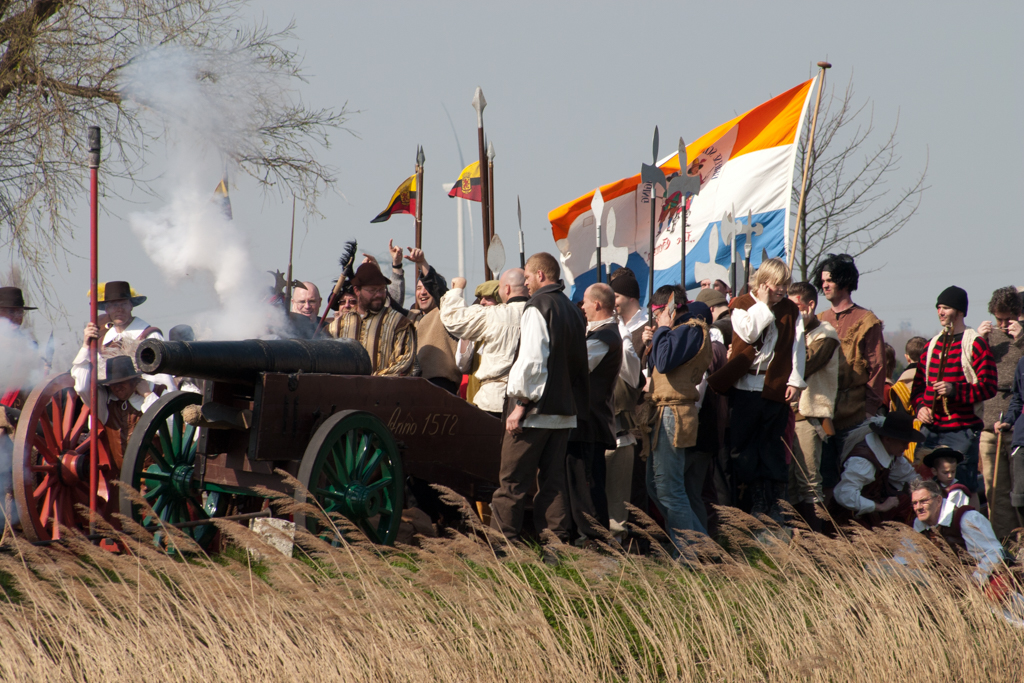
Jaarlijkse 1 aprilviering in Brielle